# Drassodes digitusiformis
Drassodes digitusiformis är en spindelart som först beskrevs av Hu 200.  Drassodes digitusiformis ingår i släktet Drassodes och familjen plattbuksspindlar. Inga underarter finns listade i Catalogue of Life.